# Coppa di Francia 2023-2024
La Coppa di Francia 2023-2024 è stata la 107ª edizione della omonima competizione calcistica, organizzata dalla FFF e aperta a tutte le squadre francesi e della Francia d'oltremare e vinta per la quindicesima volta nella sua storia dal Paris Saint-Germain.

## Regolamento
In questa stagione il regolamento è lo stesso dell'edizione precedente.
Ai primi due turni, denominati Qualificazioni regionali, prendono parte le formazioni dilettantistiche inferiori alla quinta divisione. Al terzo turno entrano le squadre del Championnat National 3 e due rappresentanti il territorio di Saint-Pierre e Miquelon, al quarto quelle del Championnat National 2 e al quinto quelle del Championnat National. Al settimo turno sono ammesse le venti squadre di Ligue 2 e tre squadre dei paesi d'oltremare.

## Calendario
| Fase           | Turno                   | Data                              | Partite | Squadre     | Squadre entrate | Campionati entranti                                       |
| -------------- | ----------------------- | --------------------------------- | ------- | ----------- | --------------- | --------------------------------------------------------- |
| Fase regionale | Primo Turno             | Date regionali                    | 2614    | 5228 → 2614 | 5228            | Divisioni regionali                                       |
| Fase regionale | Secondo turno           | Date regionali                    | 2024    | 4048 → 2024 | 1434            | Divisioni regionali                                       |
| Fase regionale | Terzo turno             | settembre 2023                    | 1138    | 2276 → 1138 | 252             | Championnat National 3 Régional 1 Saint-Pierre e Miquelon |
| Fase regionale | Quarto turno            | settembre 2023                    | 594     | 1188 → 594  | 50              | Championnat National 2                                    |
| Fase regionale | Quinto turno            | ottobre 2023                      | 306     | 612 → 306   | 18              | Championnat National                                      |
| Fase regionale | Sesto turno             | ottobre 2023                      | 153     | 306 → 153   | 0               |                                                           |
| Fase nazionale | Settimo turno           | ottobre 2023                      | 88      | 176 → 88    | 23              | Ligue 2 Nuova Caledonia, Mayotte e Polinesia francese     |
| Fase nazionale | Ottavo turno            | novembre 2023                     | 46      | 92 → 46     | 4               | Guiana francese, Riunione, Guadalupa e Martinica          |
| Fase finale    | Trentaduesimi di finale | 5-6-7 gennaio 2024                | 32      | 64 → 32     | 18              | Ligue 1                                                   |
| Fase finale    | Sedicesimi di finale    | 19-20-21-24 gennaio 2024          | 16      | 32 → 16     |                 |                                                           |
| Fase finale    | Ottavi di finale        | 6-7-8 febbraio 2024               | 8       | 16 → 8      |                 |                                                           |
| Fase finale    | Quarti di finale        | 27-28 febbraio 2024-13 marzo 2024 | 4       | 8 → 4       |                 |                                                           |
| Fase finale    | Semifinali              | 2-3 aprile 2024                   | 2       | 4 → 2       |                 |                                                           |
| Fase finale    | Finale                  | 25 maggio 2024                    | 1       | 2 → 1       |                 |                                                           |

## Risultati

### Fase Finale

#### Trentaduesimi di finale

##### Gruppo A
| Squadra 1            | Risultato | Squadra 2           |
| -------------------- | --------- | ------------------- |
| 5 gennaio 2024       |           |                     |
| Feignies-Aulnoye     | 1 - 0     | Quevilly-Rouen      |
| Chambly              | 1 - 2     | RC France           |
| Sarreguemines        | 0 - 2     | Valenciennes        |
| 6 gennaio 2024       |           |                     |
| Lilla                | 12 - 0    | Golden Lion         |
| Amiens               | 1 - 2     | Montpellier         |
| Saint-Omer           | 2 - 3     | Dunkerque           |
| 7 gennaio 2024       |           |                     |
| Thionville Lusitanos | 0 - 1     | Olympique Marsiglia |
| Guingamp             | 0 - 2     | Rennes              |

##### Gruppo B
| Squadra 1        | Risultato       | Squadra 2       |
| ---------------- | --------------- | --------------- |
| 6 gennaio 2024   |                 |                 |
| Lyon-La Duchère  | 1 - 2           | Le Puy          |
| Brest            | 1 - 0           | Angers          |
| Sochaux          | 2 - 1           | Lorient         |
| Nizza            | 0 - 0 (4-2 dtr) | Auxerre         |
| 7 gennaio 2024   |                 |                 |
| Pontarlier       | 0 - 3           | Olympique Lione |
| Chambéry         | 0 - 3           | Tolosa          |
| Feurs            | 3 - 5           | Saint-Priest    |
| Louhans-Cuiseaux | 0 - 2           | Rouen           |

##### Gruppo C
| Squadra 1      | Risultato       | Squadra 2     |
| -------------- | --------------- | ------------- |
| 5 gennaio 2024 |                 |               |
| Metz           | 1 - 1 (1-3 dtr) | Clermont Foot |
| 6 gennaio 2024 |                 |               |
| Fabrègues      | 1 - 4           | Trélissac     |
| Olympique Alès | 1 - 2           | Paris FC      |
| Orléans        | 2 - 1           | Nîmes         |
| Romorantin     | 4 - 0           | Moulien       |
| Entente SSG    | 1 - 1 (2-4 dtr) | Bordeaux      |
| 7 gennaio 2024 |                 |               |
| Lens           | 2 - 2 (5-6 dtr) | Monaco        |
| Le Havre       | 2 - 1           | Caen          |

##### Gruppo D
| Squadra 1      | Risultato       | Squadra 2           |
| -------------- | --------------- | ------------------- |
| 5 gennaio 2024 |                 |                     |
| Challans       | 0 - 4           | Rodez               |
| Pau            | 1 - 4           | Nantes              |
| 6 gennaio 2024 |                 |                     |
| Avoine OCC     | 0 - 4           | Strasburgo          |
| Les Herbiers   | 2 - 2 (3-4 dtr) | Châteauroux         |
| 7 gennaio 2024 |                 |                     |
| Bergerac       | 2 - 1           | FC Libourne         |
| Dieppe         | 0 - 4           | Laval               |
| Dinan Léhon    | 0 - 3           | Stade Reims         |
| Revel          | 0 - 9           | Paris Saint-Germain |

#### Sedicesimi di finale
| Squadra 1        | Risultato         | Squadra 2           |
| ---------------- | ----------------- | ------------------- |
| 19 gennaio 2024  |                   |                     |
| Bergerac         | 1 - 2             | Olympique Lione     |
| 20 gennaio 2024  |                   |                     |
| Nantes           | 0 - 1             | Laval               |
| Bordeaux         | 2 - 3             | Nizza               |
| Le Puy           | 2 - 1             | Dunkerque           |
| Trélissac        | 1 - 2             | Brest               |
| Valenciennes     | 2 - 1             | Paris FC            |
| Rodez            | 1 - 3             | Monaco              |
| Orléans          | 1 - 4             | Paris Saint-Germain |
| 21 gennaio 2024  |                   |                     |
| Rennes           | 1 - 1 (9-8 dtr)   | Olympique Marsiglia |
| RC France        | 0 - 1             | Lilla               |
| Clermont Foot    | 1 - 3             | Strasburgo          |
| Sochaux          | 2 - 2 (5-4 dtr)   | Stade Reims         |
| Rouen            | 3 - 3 (12-11 dtr) | Tolosa              |
| Châteauroux      | 0 - 1             | Le Havre            |
| Saint-Priest     | 4 - 1             | Romorantin          |
| 24 gennaio 2024  |                   |                     |
| Feignies-Aulnoye | 0 - 4             | Montpellier         |

#### Ottavi di finale
| Squadra 1           | Risultato       | Squadra 2    |
| ------------------- | --------------- | ------------ |
| 6 febbraio 2024     |                 |              |
| Sochaux             | 1 - 6           | Rennes       |
| 7 febbraio 2024     |                 |              |
| Olympique Lione     | 2 - 1           | Lilla        |
| Montpellier         | 1 - 4           | Nizza        |
| Strasburgo          | 3 - 1           | Le Havre     |
| Saint-Priest        | 1 - 2           | Valenciennes |
| Le Puy              | 2 - 1           | Laval        |
| Paris Saint-Germain | 3 - 1           | Brest        |
| 8 febbraio 2024     |                 |              |
| Rouen               | 1 - 1 (6-5 dtr) | Monaco       |

#### Quarti di finale
| Squadra 1           | Risultato       | Squadra 2    |
| ------------------- | --------------- | ------------ |
| 27 febbraio 2024    |                 |              |
| Olympique Lione     | 0 - 0 (4-3 dtr) | Strasburgo   |
| 28 febbraio 2024    |                 |              |
| Rouen               | 1 - 1 (2-4 dtr) | Valenciennes |
| Le Puy              | 1 - 3           | Rennes       |
| 13 marzo 2024       |                 |              |
| Paris Saint-Germain | 3 - 1           | Nizza        |

#### Semifinali
| Squadra 1           | Risultato | Squadra 2    |
| ------------------- | --------- | ------------ |
| 2 aprile 2024       |           |              |
| Olympique Lione     | 3 - 0     | Valenciennes |
| 3 aprile 2024       |           |              |
| Paris Saint-Germain | 1 - 0     | Rennes       |

#### Finale
| Arbitro: | François Letexier |

|             |           |                      |
| O'Brien 55’ | Marcatori | 22’ Dembélé 34’ Ruiz |

| Lyon | Paris Saint-Germain |

| P            | 23 | Lucas Perri            |       |     |
| D            | 22 | Clinton Mata           |       | 73’ |
| D            | 12 | Jake O'Brien           |       |     |
| D            | 55 | Duje Ćaleta-Car        | 45+2’ |     |
| D            | 3  | Nicolás Tagliafico     | 88’   |     |
| C            | 31 | Nemanja Matić          |       | 86’ |
| C            | 6  | Maxence Caqueret       |       |     |
| C            | 8  | Corentin Tolisso       |       | 74’ |
| A            | 18 | Rayan Cherki           |       | 67’ |
| A            | 10 | Alexandre Lacazette () |       |     |
| A            | 17 | Saïd Benrahma          |       | 74’ |
| Substitutes: |    |                        |       |     |
| P            | 1  | Anthony Lopes          |       |     |
| D            | 14 | Adryelson              |       |     |
| D            | 21 | Henrique               |       |     |
| C            | 25 | Orel Mangala           |       | 74’ |
| C            | 98 | Ainsley Maitland-Niles |       | 73’ |
| A            | 7  | Mama Baldé             |       | 86’ |
| A            | 9  | Gift Orban             |       |     |
| A            | 11 | Malick Fofana          |       | 74’ |
| A            | 37 | Ernest Nuamah          |       | 67’ |
| Manager:     |    |                        |       |     |
| Pierre Sage  |    |                        |       |     |

| P            | 99 | Gianluigi Donnarumma |     |       |
| D            | 2  | Achraf Hakimi        |     |       |
| D            | 5  | Marquinhos ()        |     |       |
| D            | 35 | Lucas Beraldo        |     |       |
| D            | 25 | Nuno Mendes          |     |       |
| C            | 17 | Vitinha              |     |       |
| C            | 33 | Warren Zaïre-Emery   |     |       |
| C            | 8  | Fabián Ruiz          |     |       |
| A            | 10 | Ousmane Dembélé      | 88’ | 90+2’ |
| A            | 7  | Kylian Mbappé        |     |       |
| A            | 29 | Bradley Barcola      |     | 85’   |
| Substitutes: |    |                      |     |       |
| P            | 80 | Arnau Tenas          |     |       |
| D            | 15 | Danilo Pereira       |     |       |
| D            | 37 | Milan Škriniar       |     |       |
| D            | 42 | Yoram Zague          |     |       |
| C            | 4  | Manuel Ugarte        |     |       |
| C            | 19 | Lee Kang-in          |     | 85’   |
| A            | 9  | Gonçalo Ramos        |     |       |
| A            | 11 | Marco Asensio        |     | 90+2’ |
| A            | 23 | Randal Kolo Muani    |     |       |
| Manager:     |    |                      |     |       |
| Luis Enrique |    |                      |     |       |